# Javier Imbroda

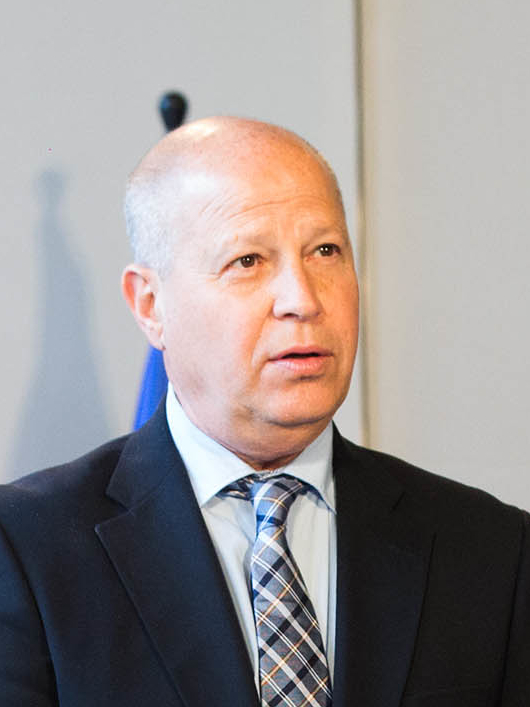
Imbroda in 2019

Francisco Javier Imbroda Ortiz (Melilla, 8 januari 1961 - Malaga, 2 april 2022) was een Spaanse basketbalcoach en politicus. Hij was de zesde coach met de meeste geregisseerde wedstrijden in de Liga ACB. Hij was sinds 2018 lid van het Andalusische parlement. Sinds 2019 was hij ook regionaal minister van Cultuur en Sport voor  Juan Manuel Moreno Bonilla.
Imbroda stierf aan prostaatkanker in Malaga, op 2 april 2022, op 61-jarige leeftijd.